# 엽기발랄 오렌지
《엽기발랄 오렌지》(영어: The High Fructose Adventures of Annoying Orange 더 하이 프럭토스 애드벤처스 오브 어노잉 오렌지[*])는 미국의 실사와 애니메이션 합성 텔레비전 프로그램이다. 데인 보이디그하이머가 제작한 웹 시리즈인 《어노잉 오렌지》를 원작으로 하며, 카툰 네트워크에서 2012년부터 2014년까지 방영하였다. 시즌 1은 금요일 8시 30 분 (동부 표준시) 및 7시 30 분 (산지 표준시, 중부 표준시)에 만화 네트워크를 통해 방송되었다. 시즌 2는 목요일 19:30 (태평양 표준시, 동부 표준시) 및 18:30 (산지 표준시, 중부 표준시)에 만화 네트워크를 통해 방송되었다. 대한민국에서는 투니버스에서 한국어로 방송되었다.